# Sztokman (złoże gazowe)
Złoże gazowe Sztokman - leży w centralnej części Morza Barentsa, w rosyjskim sektorze szelfu kontynentalnego. 
Znajduje się na głębokości 280-360 metrów i oddalone jest ok. 550 km na północny wschód od Półwyspu Kolskiego. Jest to jedno z największych podmorskich złóż gazu ziemnego na świecie. Jego stwierdzone zasoby wynoszą 3,68 bln metrów sześciennych gazu i 31 mln ton kondensatu gazowego.